# Jacques Monnet
Jacques Monnet (Concarneau, 18 gennaio 1934) è un regista, attore e sceneggiatore francese.

## Filmografia

### Regia
- Clara et les Chics Types (1981)
- Signes extérieurs de richesse  (1983)
- Promis... juré! (1987)
- La Femme du cosmonaute (1998)
- C'est pas ma faute! (1999)

### Attore
- L'affare della Sezione Speciale (Section spéciale), regia di Costa-Gavras (1975)
- Bianco e nero a colori (La victoire en chantant), regia di Jean-Jacques Annaud (1979)
- Il sostituto (Coup de tête), regia di Jean-Jacques Annaud (1979)
- C'est pas moi, c'est lui , regia di Pierre Richard (1980)
- Elle voit des nains partout ! regia di Jean-Claude Sussfeld (1982)
- Cible émouvante regia di Pierre Salvadori (1993)